# Andrzej Faracik
Andrzej Wojciech Faracik (ur. 10 grudnia 1947 w Częstochowie) – polski technik i polityk, poseł na Sejm PRL IX kadencji.

## Życiorys
W 1965 ukończył IV Liceum Ogólnokształcące im. Henryka Sienkiewicza w Częstochowie, a w 1973 uzyskał tytuł zawodowy magistra inżyniera mechanika w zakresie spawalnictwa na Politechnice Częstochowskiej. W latach 1973–1978 był mistrzem WKS w Hucie Częstochowa, a od 1978 do 1990 kierownikiem WKS w PPZM Herby.
Był wiceprzewodniczącym Miejskiego Komitetu Stronnictwa Demokratycznego, zasiadał też w Wojewódzkim Komitecie partii. W 1985 został posłem na Sejm PRL IX kadencji, mandat uzyskując w okręgu Częstochowa. Pełnił funkcję sekretarza Sejmu. Zasiadał w Komisji Przemysłu, Komisji Transportu, Żeglugi i Łączności oraz w Komisji Nadzwyczajnej do rozpatrzenia projektu ustawy o zasadach udziału młodzieży w życiu państwowym, społecznym, gospodarczym i kulturalnym. W wyborach parlamentarnych w 1989 bez powodzenia kandydował w okręgu Częstochowa, przegrywając z Januszem Błaszczykiem. 
W 1990 ukończył studia podyplomowe z organizacji i zarządzania. W latach 1991–2003 był członkiem Rad Nadzorczych Jednoosobowych Spółek Skarbu Państwa.
Od 1991 do 1996 był dyrektorem naczelnym PPZM Herby, a w latach 1996–1998 prezesem zarządu firmy Scrapena S.A. W 2003 był pełnomocnikiem wojewody śląskiego ds. prywatyzacji PRDM w Myszkowie, w latach 2004–2005 prezesem zarządu Konst-Met Sp. z o.o., w latach 2006–2007 dyrektorem zakładu Konst-Met ISD Huta Częstochowa, w latach 2007–2008 szefem produkcji konstrukcji metalowych w ISD Huta Częstochowa, a od 2008 do 2009 prezesem zarządu Spółki ISD Konstrukcje w Gdańsku. W 2009 został zastępcą szefa produkcji Stoczni Gdańsk S.A., w której pracował od 2007 do 2013. W 2014 przeszedł na emeryturę.

## Nagrody i odznaczenia
Otrzymał m.in. Medal za zasługi dla miasta Częstochowy, Brązowy Krzyż Zasługi, Medal 40-lecia Polski Ludowej, Złotą Odznakę za zasługi dla województwa częstochowskiego, Krzyż Kawalerski Orderu Odrodzenia Polski, Odznakę Honorową Polskiego Czerwonego Krzyża, Odznakę Honorową Sybiraka, Odznakę za zasługi dla Transportu Prywatnego oraz Odznakę za zasługi dla LZS. Został też Zasłużonym Racjonalizatorem Produkcji. Otrzymał także wpis do Złotej Księgi Zasłużonych dla NOT, a także nagrody w konkursach RW NOT w Częstochowie.